# Pelina bispinosa
Pelina bispinosa är en tvåvingeart som beskrevs av Clausen 1973. Pelina bispinosa ingår i släktet Pelina och familjen vattenflugor.
Artens utbredningsområde är Kalifornien. Inga underarter finns listade i Catalogue of Life.